# Феодосий (Сидерис)
Епи́скоп Феодо́сий (греч. Επίσκοπος Θεοδόσιος, в миру Васи́лиос Сиде́рис, греч. Βασίλειος Σιδέρης, англ. Vasilios L. Sideris; 20 июля 1903, Вриула, Смирна, Малая Азия — 20 апреля 1978, Ричмонд, Британская Колумбия) — епископ Константинопольской православной церкви, титулярный епископ Анконский.

## Биография
Получив среднее образование, поступил Ризарийскую богословскую школу в Афинах, которую окончил с отличием.
В 1926 году был хиротонисан во диакона с наречением имени Феодосий. Назначен клириком храма Благовещения Пресвятой Богородицы в Пирее, близ Афин, где прослужил 7 лет.
В 1933 году был хиротонисан во пресвитера и служил в церкви святого Александра в Палео-Фалиро в Афинах.
В 1935 году окончил богословский факультет Афинского университета.
В 1936—1937 годы служил учителем и помощником декана Афониады — богословской школы горы Афон.
3 ноября 1937 года прибыл в США, после чего назначен служить в церкви святых Константина и Елены в Ричмонде, штат Вирджиния. В то время как он был там, отец Феодосий проводил теологических исследований в пресвитерианской Объединённой теологической семинарии в Ричмонде, где он получил степень магистра теологии в 1942 году. Он продолжил учёбу и получил степень доктора богословия той же семинарии в 1947 году.
В 1954 году назначен настоятелем церкви трёх святителей в Бруклине, Нью-Йорк.
13 сентября 1960 года решением Священного Синода избран титулярным епископом Анконским (по имени города Анкона в Италии), викарием греческой архиепископии Северной и Южной Америки. Хиротония состоялась 23 октября того же года в Свято-Троицком соборе в Нью-Йорке. Хиротонию возглавил архиепископ Иаков (Кукузис). Назначен главой Шестого архиепископского округа с центром в Питтсбурге. Его интронизация состоялась в соборе святого Николая.
В декабре 1967 года переведен служить главой Девятого (канадского) архиепископского округа с центром в Торонто, Онтарио.
1 ноября 1973 года в возрасте 70 лет ушёл на покой и он остался жить в Канаде. После этого он иногда служил в Свято-Троицкой греческой Церкви в городе Бельвиль, провинция Онтарио.
Скончался 20 апреля 1978 года в Торонто в результате инфаркта. Погребение состоялось 24 апреля в греческой православной церкви трёх святителей в Бруклине, штат Нью-Йорк. Похоронен на кладбище Оливе в Маспете, Куинс..